# HMS Fraserburgh (J124)
Le HMS Fraserburgh (pennant number J124) est un dragueur de mines de la Classe Bangor lancé pour la Royal Navy (RN) et qui a servi pendant la Seconde Guerre mondiale.

## Conception
Le Fraserburgh est commandé dans le cadre du programme de la classe Bangor de 1939-40 le 9 septembre 1939 pour le chantier naval de Lobnitz & Company à Renfrew en Écosse. La pose de la quille est effectuée le 8 août 1940, le Fraserburgh est lancé le 12 mai 1941 et mis en service le 23 septembre 1941.
La classe Bangor doit initialement être un modèle réduit de dragueur de mines de la classe Halcyon au service de la Royal Navy,. La propulsion de ces navires est assurée par 3 types de motorisation: moteur diesel, moteur à vapeur à pistons double ou triple expansions et turbine à vapeur. Cependant, en raison de la difficulté à se procurer des moteurs diesel, la version diesel a été réalisée en petit nombre.
Les dragueurs de mines de classe Bangor version anglaise à moteur alternatif à vapeur déplacent 684 tonnes en charge normale. Afin de pouvoir loger les chaufferies, ce navire possède des dimensions plus grandes que les premières versions à moteur diesel avec une longueur totale de 58 mètres LHT, une largeur de 8,69 mètres et un tirant d'eau de 3,2 mètres. Ce navire est propulsé par 2 moteurs alternatifs verticaux à triple expansions alimentés par 2 chaudières à tubes d'eau à 3 tambours Admiralty et entraînant deux arbres d'hélices. Les moteurs développent une puissance de 2 400 chevaux-vapeur (1 790 kW) et atteignent une vitesse maximale de 16 nœuds (30 km/h). Le dragueur de mines peut transporter un maximum de 163 tonnes de fioul qui lui donne un rayon d'action de 2 800 milles nautiques (5 200 kilomètres) à 10 nœuds (19 km/h).
Leur manque de taille donne aux navires de cette classe de faibles capacités de manœuvre en mer, qui seraient même pires que celles des corvettes de la classe Flower. Les versions à moteur diesel sont considérées comme ayant de moins bonnes caractéristiques de maniabilité que les variantes à moteur alternatif à faible vitesse. Leur faible tirant d'eau les rend instables et leurs coques courtes ont tendance à enfourner la proue lorsqu'ils sont utilisés en mer de face.
Les navires de la classe Bangor sont également considérés comme exiguës pour les membres d'équipage, entassant plus de 60 officiers et matelots dans un navire initialement prévu pour un total de 40 hommes.
Les Bangors équipés de moteur à vapeur à pistons double ou triple expansions sont armés d'un canon anti-aérien QF de 12 livres (7,62 cm) et d'un canon AA QF de 2 livres (4 cm) ou d'un quadruple affût pour la mitrailleuse Vickers .50. Sur certains navires, le canon de 2 livres est remplacé par un canon AA Oerlikon de 20 mm simple ou double, tandis que la plupart des navires sont équipés de quatre affûts Oerlikon simples supplémentaires au cours de la guerre. Pour les missions d'escortes, leur équipement de dragage de mines peuvent être échangé contre une quarantaine de grenades sous-marines.

## Histoire

### Seconde Guerre mondiale
Le 27 septembre 1943, leFraserburgh participe à des exercices de lutte anti-sous-marine au large de Scapa Flow conduit par le sous-marin anglais de la classe V HMS Viking, accompagné du destroyer canadien NCSM Haida (G63), du destroyer anglais HMS Vigilant (R93) et de son sister ship HMS Bootle (J143).
Le 1er octobre 1943, leFraserburgh poursuit ses exercices avec le sous-marin Viking, le destroyer canadien Haida, le destroyer norvégienne HNoMS Stord et le destroyer anglais HMS Janus (F53).
Le Fraserburgh est vendu le 1er janvier 1948 pour démolition.

### Participation auxconvois
Le Fraserburgh a navigué avec les convois suivants au cours de sa carrière:
1. Convoi FTC 38

### Commandement
- Lieutenant Commander  (Lt.Cdr.) (en retraite) George Walter Alexander Thomas Irvine (RNR) du 11 août 1941 au ?
- Commander (Cdr.) (en retraite) Claude Plumer (RN) du 10 février 1942 au 15 janvier 1944
- Commander (Cdr.) Herbert Guy Abbott Lewis (RN) du 18 janvier 1944 à début 1945
- Lieutenant (Lt.) William Charles Jelley (RN) du début 1945 à fin 1945

Notes:
RN: Royal Navy
RNR: Royal Naval Volunteer Reserve